# Tetsu (músico)
Tetsu Takano (高野哲 Takano Tetsu?) (Tokio, Japón, 12 de diciembre de 1972) es un músico, probablemente más conocido como el primer vocalista de la banda visual kei Malice Mizer, después de abandonar Malice Mizer, se unió a Mega8Ball desde 1995 hasta 1997. Formó la banda Zigzo, junto con otros músicos populares, estuvieron activos desde 1999 hasta 2002. Tetsu actualmente está trabajando en su banda Nil, que fue originalmente formada en 1998, pero entró en receso y reinicio en 2002, su carrera de solitario que comenzó en 2006, y en la recientemente formada banda The JuneJulyAugust.

## Historia

### 1991–1994: Ner-vous y Malice Mizer
Tetsu Takano inició su carrera como vocalista en 1991 a la edad de 18 años en la banda Ner-vous. En enero de 1992, el baterista de Ner-vous dejó la banda y lo reemplazó Kiyoshi Moro, sin embargo, sólo tuvo la oportunidad de tocar con la banda durante dos conciertos antes de que se disolviera. En marzo de 1992, Tetsu fue a ver tocar a Kiyoshii en su nueva banda, que incluía al bajista Hiroyuki "Marawo" Kashimoto. Tetsu, Kashimoto, y Moro se convirtieron en buenos amigos desde entonces. 
En agosto de 1992, Tetsu convirtió en el vocalista de Malice Mizer junto con Mana, Közi, Yu~ki y Gaz. Para los próximos dos años se presentará en vivo, lanzar varios demos, y tener una canción en un ómnibus, poco después de que Gaz abandonara la banda y fue reemplazado por Kami, antes de que finalmente fueron capaces de lanzar su primer álbum, memoire, en julio de 1994. Más tarde ese mismo año, el álbum sería lanzado de nuevo como Memoire DX con el bonus track "baroque", pero en ese momento Tetsu había decidido abandonar el grupo. Aunque la razón exacta de su partida no se conoce, su palabras de despedida en su último concierto con ellos, el 27 de diciembre de 1994, dio a entender las diferencias musicales, lo que sin duda pueden ser verificadas por el sonido del estilo musical de Tetsu. Mientras que sólo ocho canciones Malice Mizer con Tetsu se grabaron y lanzaron oficialmente, casi 10 más fueron escritas e interpretadas por la banda durante ese período de dos años, los cuales aparecen en un gran número de bootlegs. Dos de las canciones, "Ma Cherie" y "Shi no Butou", más tarde sería lanzada por Malice Mizer con el nuevo vocalista de Gackt, estas canciones tienen letras originales de Tetsu, lo que sugiere una separación amistosa de la banda.

### 1995-1998: Mega8Ball y Nil
En algún momento a finales de 1994 o principios de 1995, Tetsu, formó parte de la banda de sesión Forme'd Eros, ofreciendo voz y guitarra junto a Közi en el bajo y Yasu también en guitarra y voz. Llevaron a cabo sólo unos pocos covers y una composición original, "Ima wa ...". Alrededor de otoño de 1995, Tetsu volvería a juntarse con Yasu de nuevo para formar Mega8Ball con Rikiji en el bajo y Nori en la batería. Yasu dejó la banda a fin de año y Rikiji tenía su amigo (Yoshiyuki) quien lo reemplazaría. Mega8Ball comenzó a viajar de nuevo en 1996 ya lo largo de 1997 hasta el lanzamiento de su primer álbum Hybrid. La banda se disolvió más tarde y tuvo su último concierto el 29 de diciembre de 1997;. Rikiji de inmediato se unió a Oblivion Dust. Lanzaron un demo, un álbum, y participó en un ómnibus con Tetsu como vocalista principal. La banda más tarde se reuniría sin Tetsu en el año 2001. Rikiji se ha convertido en el único miembro original de permanecer en Mega8Ball y Tetsu encariñado hace referencia a la banda en las entradas del diario en línea los últimos años.
Tetsu se había cansado de estar en una banda y no tener el control, por lo que decidió iniciar su unidad en solitario. Reclutó Kashimoto y Moro, sus amigos en los días de Ner-vous, como miembros de apoyo y entró en el estudio, con el tiempo la creación de 20 canciones. Se hicieron conocidos como "Nil" en enero de 1998 debutó en su ciudad natal de Tokio. Nil sonido es auto-describe como "rock punk, grunge, and funk mixed in". Hicieron giras hasta noviembre, cuando Kashimoto anunció que quería dejar la banda para seguir una carrera tradicional. Tetsu y Moro continuó durante varios conciertos más, pero finalmente se dio por terminada antes de fin de año. Moro iba a empezar a la banda "Mugiwara Boushi", actuando como baterista y vocalista.

### 1998-2002: Regreso de Zigzo y Nil
A principios de 1998, recientemente Ryo y Den ambos ex:By-Sexual y Sakura (ex:L'Arc-en-Ciel) iniciaron una banda de sesión que se desarrolló en un grupo de pleno auge cuando se unió Tetsu en el verano de 1998. En febrero de 1999, debutaron en vivo bajo el nombre secreto "Malice in Sex", un juego de palabras con los nombres de sus exbandas: Malice Mizer, L'Arc ~ en ~ Ciel, y By-Sexual. El nombre de ZIGZO, que es una romanización más simple de la escritura katakana japonés de "rompecabezas", fue pronto oficialmente decidido. Ese verano comenzaron las giras, grabando y lanzando a un ritmo febril. Tetsu fue el principal compositor y letrista del grupo y sólo unas pocas de las otras canciones fueron escritas por el grupo en su conjunto. Lanzaron ocho singles, dos álbumes y varios videos en los próximos dos años y llegó a tener un éxito considerable, como un grupo. ZIGZO anunciaron su ruptura y último sencillo de la banda "Chelsea" se refirió a algunas de las preocupaciones por la banda y de los aficionados. La banda tendría "La última escena", su serie de presentaciones finales, en marzo de 2002.
Aunque la razón exacta de la disolución ZIGZO no se conoce, lo más probable es que fue una decisión de parte de Tetsu que provocó el final de la banda, posiblemente por su deseo de crear música fuera de las restricciones de la escena musical major. En enero de 2002, ZIGZO antes de terminar su gira, Tetsu decidió reiniciar Nil y se puso en contacto con Kashimoto, quien se reintegró a la banda ". Mona Lisa", la primera canción que compusieron fue Moro, que se había cansado de su banda Mugiwara Boushi y se trasladó a Jamaica, no estaba inicialmente interesado en reunirse con, por lo que Tetsu y Kashimoto realizó audiciones para un nuevo baterista y finalmente se unió la mujer baterista Kaori Kobayashi. Sin embargo, ella no tuvo la oportunidad de tocar con la banda, como Moro reconsiderada y se trasladó a Japón en junio de 2002. Fue recibido de nuevo en la banda y al final del mes que habían grabado su primer miniálbum Nil from Hell. A continuación, comenzó a viajar de inmediato y, finalmente, grabó su segundo álbum mini Sayonara da Vinci a finales del verano. El primero de septiembre y la segunda en diciembre, y están destinados a ser álbumes complementarios. Si bien ciertas similitudes en el contenido lírico y el estilo musical existen entre ZIGZO y Nil, temas como la humanidad, el amor, la paz, guerra, la vida y la muerte tienen un rollo de mucho mayor. Alrededor de este tiempo, Tetsu formó su propio sello discográfico, Afro Skull Records, que, naturalmente, firmó con Nil.

### 2003-2010: Primer álbum de Nil y cambio en el alineamiento
Nil llevaría a cabo presentaciones durante el año 2003 escribiendo nuevas canciones, y sólo el lanzamiento de un EP de 4 pistas, Down to Dawn. En mayo de 2004, Nil lanzó su álbum debut 12 Inplosion. Varias versiones más salieron en un ritmo rápido el resto del año, Tetsu incluso quería empezar a grabar el segundo disco pocos meses después de que el primer álbum fue lanzado, pero se convenció de hacer el álbum de covers The Covering Inferno. En cualquier caso, la banda se había de comenzar a grabar de nuevo en octubre de 2004 para su segundo álbum. La grabación continua y la realización parecía haber fatigado a Kashimoto y Moro hasta el punto en que ambos decidieron dejar Nil al final de la gira "Inferno cubre" el 10 de enero de 2005. Si bien el motivo de su salida no se sabe con certeza, Tetsu y Nil deron a conocer, y una gira bastante grande en comparación con muchas otras bandas indies y es posible que una apretada agenda constante era demasiado para Kashimoto y Moro. Otra posibilidad era la dirección de su segundo disco, que era más pop de lo que se antes. Cualquiera que sea la razón puede haber sido, Tetsu, las ambiciones de la banda recibió un golpe profundo y el segundo álbum de Nil Excalibur se completó durante el tumulto y después de su partida. La situación parecía frágil y abiertamente reafirmó sus ambiciones y los aficionados a Nil en varias ocasiones a través de su diario y los mensajes del club de fanes-que iba a seguir adelante. En un momento e dijo que su trabajo la vida es nula y que él nunca dejaría la banda. En julio de 2006, Moro reinicio Mugiwara Boushi bajo el nombre de Mugi.
El baterista Sota "Furuton" Oofuruton (ex:Oblivion Dust y el baterista apoyo de Mega8Ball) y Kobayashi Masaru (ex:Soy Sauce Sonic, ex:Sads, The Cro-Magnons se unieron al grupo y una gira por la abreviatura "Tour Excalibur". Dos miniálbumes, Scherzo y Agape, se grabó y lanzó inmediatamente después de la gira. Por desgracia, Furuton desaparecería poco después de las sesiones de grabación. Tetsu consiguió el apoyo de Kazama Hiroyuki (ex:Fantastic Designs) que con el tiempo se convertiría en un miembro permanente del Nil.
Y así, la cuarta etapa de Nil había comenzado y la formación de una línea permanente de disponer de tiempo para la banda, probar nuevas canciones en directo y grabar juntos a un ritmo algo más lento. Un prolongado "Ágape Tour" comenzó y terminó a mediados del verano de 2006 y la grabación de su próximo lanzamiento que ocurrió en medio de los días de descanso durante el tour. Tetsu, siempre ambicioso, también decidió grabar por su cuenta como artista en solitario mayo y agosto de 2006 dio a conocer The Ball and Wall, con toma de balada acústica que muchos y el ritmo de las canciones de Nil y sus dos temas inéditos "Beautiful You" and "Hotel."

### 2010–presente: The JuneJulyAugust y reunión de Zigzo
En 2010 Tetsu formó la banda The JuneJulyAugust, con Koji Kajiwara en la batería, Hajime Sato en el piano, y él mismo en voz y guitarra. Lanzaron su sencillo de debut el 20 de agosto de 2010, su primer DVD el 10 de diciembre, y su primer álbum el 12 de enero de 2011.
el 20 de noviembre Sakura dio un concierto de cumpleaños en el Shibuya O-West donde Tetsu toco con Nil. Sin embargo, Tetsu, Sakura, Ryo y Den interpretaron un acto sorpresa como Zigzo y anunciaron que la banda reanudaría actividades oficialmente en un concierto programado para el 17 de marzo de 2012, en Akasaka Blitz.